# Брод, Макс
Макс Брод (нем. Max Brod; 27 мая 1884, Прага, тогда Австро-Венгрия — 20 декабря 1968, Тель-Авив) — немецкоязычный чешский и израильский писатель, философ, драматург, журналист, театральный и музыкальный критик. Представитель «пражской школы».

## Биография
Родился в немецкоязычной еврейской семье. Закончил немецкий университет Карла-Фердинанда в Праге. С 1912 года примкнул к сионизму, после 1918 года — вице-президент Еврейского национального совета.
В 1902 году познакомился и сдружился с Францем Кафкой, позднее стал его душеприказчиком и публикатором его сочинений, написал биографию Кафки и несколько книг о нём, а также монографию о немецкоязычной литературе Праги. Исключительно благодаря Максу Броду были впервые опубликованы произведения Франца Кафки, на уничтожении которых тот настаивал в своём завещании. Был знаком с Альбертом Эйнштейном. В 1934—1935 годах посетил СССР.
В 1939 году вместе с женой переехал в Палестину. Писал для театра «Габима».

## Творчество
Автор нескольких романов и сборников новелл, драматург. Пропагандист творчества Верфеля, швейцарского писателя Роберта Вальзера, Гашека, Яначека (о котором написал книгу). Полемизировал с Карлом Краусом, его собственную трактовку творчества Кафки оспаривал Вальтер Беньямин. Автор биографии Гейне.
Как музыковед и музыкальный критик много занимался Малером, в том числе автор статьи «Еврейские мелодии Густава Малера» и брошюры «Густав Малер. Пример немецко-еврейского симбиоза». Брод был также большим почитателем Л. Яначека. По просьбе композитора перевёл либретто четырёх его последних опер на немецкий язык, ещё при жизни Яначека написал его небольшую биографию. В Палестине издал книгу «Музыка Израиля» (1951), которая описывает начальный этап становления израильской музыки, а также «демонстрирует еврейские элементы в музыке Мендельсона и Малера».
Милан Кундера о творчестве Макса Брода: «Человек идеи, он не знал, что значит быть одержимым формой; его романы (а он написал их два десятка) удручающе условны».

## Произведения

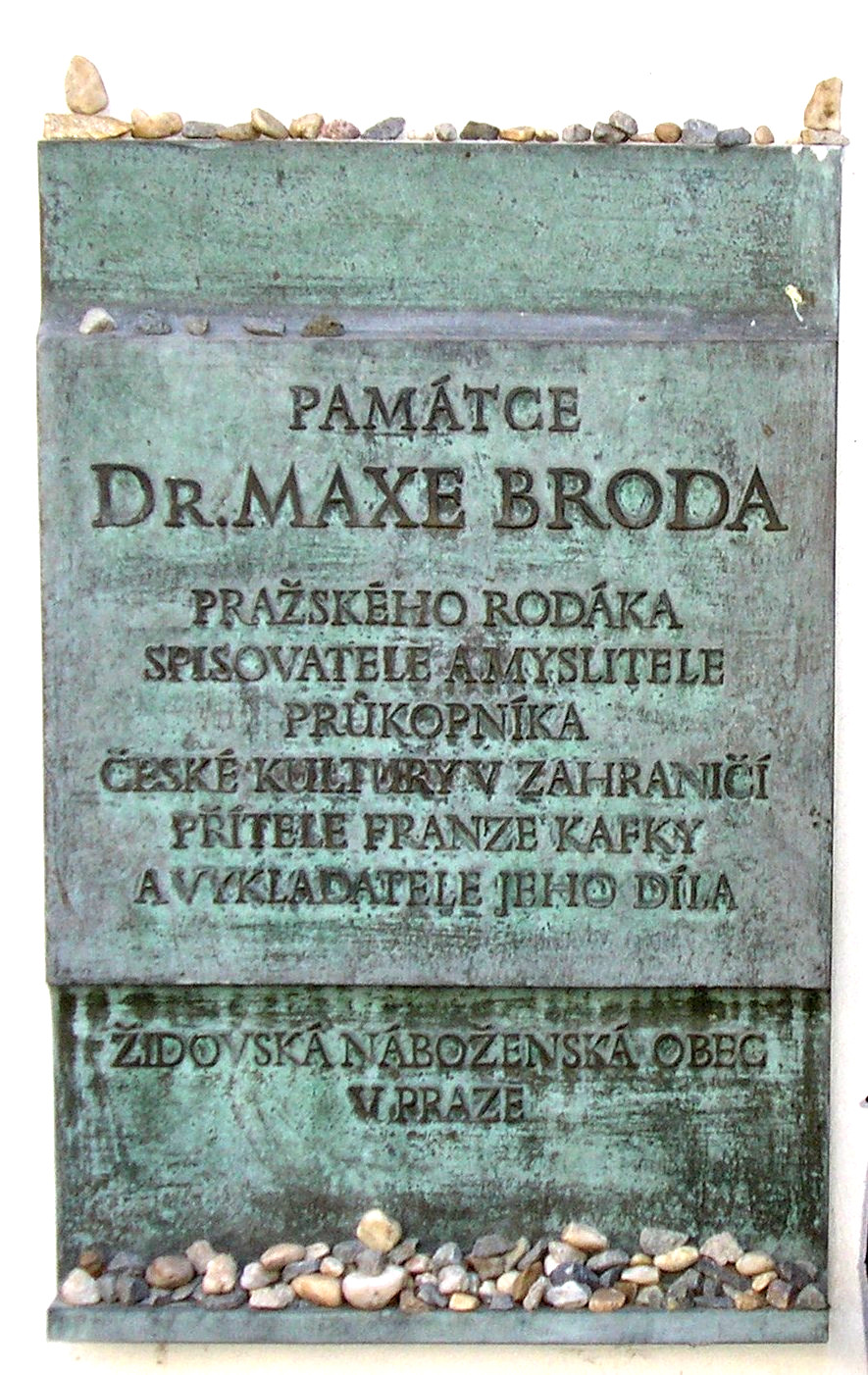
Памятная доска Макса Брода рядом с могилой Ф. Кафки.

### Романы
- Schloss Nornepygge (1908)
- Ein tschechisches Dienstmädchen (1909)
- Jüdinnen (1911)
- Tycho Brahes Weg zu Gott (1916)
- Reubeni, Fürst der Juden (1925, рус. пер. «Реувени, князь иудейский» 1927, переизд. 1974, 1989, 2000)
- Die Frau, nach der man sich sehnt (1927) — экранизирован в 1929 г.
- Galilei in Gefangenschaft (1948)
- Unambo (1949)
- Der Meister (1952, роман о жизни Христа)
- Prager Tagblatt (1957)
- Mira (1958)
- Die Rosenkoralle. Ein Prager Roman (1961)

### Новеллы
- Die Erziehung zur Hetäre (1909)
- Weiberwirtschaft. Novellen (1913)
- Novellen aus Böhmen (1936)

### Эссе, биографии, научные монографии
- Heidentum, Christentum und Judentum (1922)
- Sternenhimmel. Musik- und Theatererlebnisse (1923)
- Leoš Janáček: život a dílo Praha, 1924 (перевод с немецкого); 2-е исправленное изд. на немецком языке, Wien, 1956.
- Heinrich Heine (1934)
- Rassentheorie und Judentum (1936)
- Franz Kafka, eine Biographie (1937)
- Von der Krisis der Seelen und vom Weltbildes der neuen Naturwissenschaft (1946)
- Von der Unsterblichkeit der Seele, der Gerechtigkeit Gottes und einer neuen Politik (1947)
- Franz Kafkas Glauben und Lehre (1948)
- Die Musik Israels. Tel-Aviv, 1951; 2-е исправленное и дополненное изд. Kassel, 1976. 164 S.
- Streitbares Leben: Autobiographie (1960)
- Gustav Mahler: Beispiel einer Deutsch-Jüdischen Symbiose. Frankfurt, 1961. 30 S.
- Der Prager Kreis (1966)

### Публикации на русском языке
- Реубени, князь иудейский. М.: Гудьял-пресс, 2000. ISBN 5-8026-0076-4 (о Давиде Реувени; изд. 1925; 1-й русский перевод, ГИЗ, 1927[10])
- О Франце Кафке. СПб: Академический проект, 2000
- Франц Кафка: узник абсолюта (Franz Kafka. Eine Biographie, 3-е изд. 1954). М.: Центрполиграф, 2003
- Пражский круг. СПб: Изд-во им. Новикова, 2007